# وزغ بی‌گوش ایرانی
وزغ بی‌گوش ایرانی، وزغ ایرانی یا وزغ پاکستانی (نام علمی: Bufo surdus) گونه‌ای وزغ از خانوادهٔ وزغ‌های معمولی است که در ایران، پاکستان، عراق و احتمالاً افغانستان یافت می‌شود. زیستگاه طبیعی این دوزیست علفزارهای خشک گرمسیری یا نیمه‌گرمسیری، چمنزارهای پست گرمسیری یا نیمه‌گرمسیری، مانداب‌های آب شیرین، چشمه‌های آب شیرین، زمین‌های زراعی، زمین‌های آبیاری‌شده، مراتع، باغ‌های روستایی و نواحی شهری بوده و نابودی زیستگاه‌هایش می‌تواند حیات او را در معرض خطر قرار دهد.

## نگارخانه

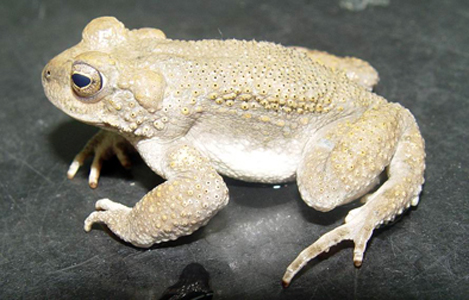
وزغ بی‌گوش ایرانی